# Ґелува
Ґелува (Gėluva) — село у Литві, Расейняйський район, Аріогальське староство. 2001 року у селі проживало 482 людей, 2013-го — 400. Розташоване за 4 км від села Аріогала, близько розташоване село Алгімантай.

## Принагідно
- Ґуґл-мапа

| Литва | Це незавершена стаття з географії Литви. Ви можете допомогти проєкту, виправивши або дописавши її. |